# Amphetamine (filme)
Amphetamine (chinês tradicional: 安非他命; jyutping: on1 fei1 taa1 ming6) (Brasil: Anfetamina ) é um filme honconguês do género drama, realizado, escrito e produzido por Scud, e protagonizado por Byron Pang e Thomas Price. Foi nomeado ao Teddy Award no Festival de Berlim de 2010. Estreou-se em Hong Kong a 8 de abril de 2010. Também foi exibido no Brasil pelo Festival do Rio em 2010.

## Elenco
- Byron Pang como Kafka
- Thomas Price como Daniel
- Linda So como May
- Winnie Leung como Linda